# Brigitte Wujak
Brigitte Wujak, née Künzel le 6 mars 1955 à Karl-Marx-Stadt, est une athlète est-allemande, spécialiste du saut en longueur. Elle a été médaillée olympique aux Jeux olympiques de Moscou. 
Avec un saut à 7,04 m, elle a ainsi été la première allemande à franchir la limite des 7 m.

## Palmarès

### Jeux olympiques
- Jeux olympiques d'été de 1980 à Moscou ( Union soviétique)
  -  Médaille d'argent au saut en longueur

### Championnats d'Europe d'athlétisme
- Championnats d'Europe d'athlétisme de 1978 à Prague ( Tchécoslovaquie)
  - 4e au saut en longueur
- Championnats d'Europe d'athlétisme de 1982 à Athènes ( Grèce)
  - 10e au saut en longueur